# Aaron Connolly
Aaron Anthony Connolly (ur. 28 stycznia 2000 w Galway) – irlandzki piłkarz występujący na pozycji napastnika w angielskim klubie Brighton & Hove Albion oraz w reprezentacji Irlandii. Wychowanek Maree Oranmore, w trakcie swojej kariery grał także w Luton Town.